# خوسه مندوسا (بازیکن فوتبال، زاده ۱۹۸۹)
خوسه مندوسا (انگلیسی: José Mendoza؛ زادهٔ ۲۱ ژوئیهٔ ۱۹۸۹) بازیکن فوتبال اهل هندوراس است.
وی همچنین در تیم‌های ملی فوتبال زیر ۲۳ سال هندوراس و هندوراس بازی کرده است.